# Muzeum Karykatury im. Eryka Lipińskiego

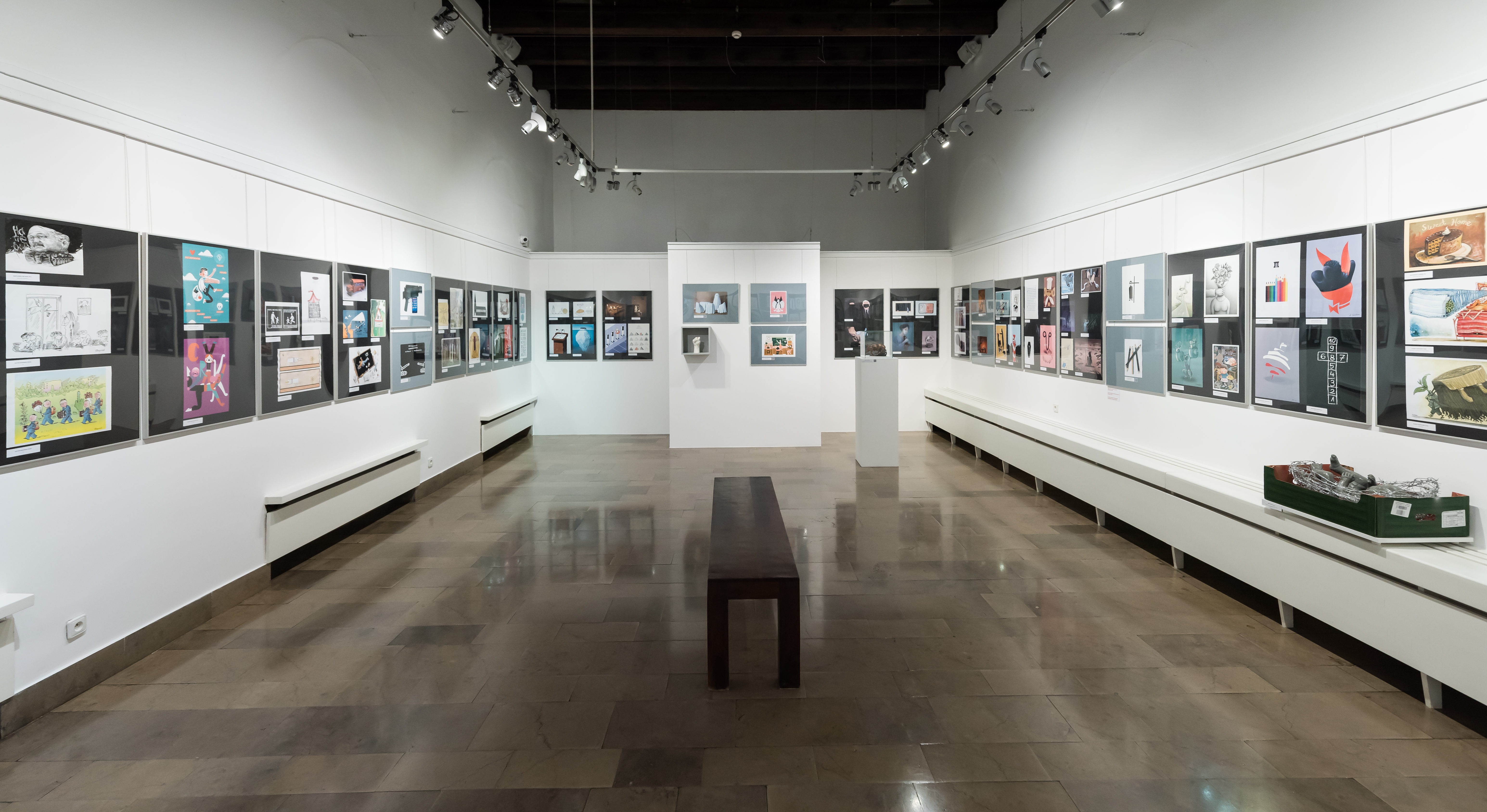
Największa sala wystawowa muzeum

Muzeum Karykatury im. Eryka Lipińskiego (do 2002 Muzeum Karykatury) – muzeum zajmujące się dokumentowaniem, gromadzeniem i ekspozycją polskich i zagranicznych grafik artystycznych, malarstwa i fotografii o tematyce satyrycznej. Placówka mieści się w Warszawie, przy ul. Koziej 11.

## Początki działalności
Muzeum Karykatury powstało 15 września 1978 jako oddział Muzeum Literatury. Inicjatorem powołania muzeum był Eryk Lipiński, dziennikarz, grafik i scenograf. Od lat 60. podejmował on próby stworzenia tej instytucji najpierw w ramach Muzeum Narodowego, a potem Muzeum Historycznego m.st. Warszawy. Eryk Lipiński został pierwszym dyrektorem Muzeum Karykatury.
Początkiem zbiorów muzeum była prywatna kolekcja Lipińskiego, którą tworzył równocześnie z zabiegami o powołanie muzeum. Na pierwszą muzealną kolekcję złożyły się prace będące darowiznami od autorów i właścicieli oraz kupowane przez Lipińskiego własnym sumptem lub z improwizowanych wśród przyjaciół zbiórek funduszy. Umocowanie formalne muzeum nie zagwarantowało jednak stałego miejsca ekspozycji wystaw, ani biura i magazynu zbiorów. Poza macierzystym Muzeum Literatury, wystawy Muzeum Karykatury najczęściej odbywały się w galerii tygodnika Szpilki. Taki stan rzeczy trwał przez pierwsze pięć lat istnienia muzeum.
W 1983 instytucja przeniosła się do obecnej siedziby − dawnej oranżerii pałacu Prymasowskiego przy ul. Koziej 11. Uzyskanie praw do budynku i zdobycie funduszy na remont wymagało ogromnego zaangażowania ze strony Lipińskiego i jego współpracowników. Pierwszą wystawę przy ulicy Koziej pt. Najlepsze prace w zbiorach Muzeum Karykatury otwarto 27 października 1983.
Stan muzealiów na koniec pierwszego roku samodzielnego funkcjonowania wynosił blisko 2500 obiektów. W 2022 roku wynosił ponad 25 tysięcy prac. W zbiorach znajdują się karykatury od XVIII-wiecznych po współczesne. Rocznie organizowane jest od 5 (np. w 2005) do nawet 9 (2000) wystaw: monograficznych autorów, tematycznych i pokonkursowych. W kolekcji muzeum znajdują się prace klasyków, takich jak m.in.: Maja Berezowska, Julian Bohdanowicz, Antoni Chodorowski, Daniel Chodowiecki, Andrzej Czeczot, Honoré Daumier, Jerzy Flisak, Edward Głowacki, Kazimierz Grus, Ha-Ga, William Hogarth, Zbigniew Jujka, Szymon Kobyliński, Franciszek Kostrzewski, Zbigniew Lengren, Eryk Lipiński, Edward Lutczyn, Andrzej Mleczko, Jan Piotr Norblin, Andrzej Podulka, Juliusz Puchalski, Szczepan Sadurski, Henryk Sawka, Jerzy Zaruba, Zbigniew Ziomecki i Zygmunt Zaradkiewicz.
W 2022 roku ulicy Brzozowej 6/8a otwarto Lengrenówkę − edukacyjno-artystyczną przestrzeń muzeum mieszczącą się w dawnej pracowni i mieszkaniu Zbigniewa Lengrena.

## Dyrektorzy
- 1978–1991 Eryk Lipiński
- 1991–1995 Ferdynand Ruszczyc
- 1995–2011 Marek Wojciech Chmurzyński
- 2011–2014 Zygmunt Zaradkiewicz
- 2014−2021 Elżbieta Laskowska
- od 2022 Paweł Płoski[2]